# Кержковская, Светлана Геннадьевна
Светлана Геннадьевна Кержковская (5 апреля 1975) — российская футболистка и игрок в мини-футбол, вратарь. Мастер спорта России международного класса.

## Биография
Всю игровую карьеру провела в санкт-петербургском клубе «Аврора», выступавшем в большом футболе и мини-футболе. В большом футболе несколько сезонов выступала в высшей лиге, в том числе в сезонах 1993—1994 и 2006—2007. На старте карьеры вызывалась в сборные СССР и СНГ.
В мини-футболе становилась чемпионкой России (2009/10), неоднократным серебряным (1996/97, 1997/98, 1998/99, 1999/2000, 2001/02, 2008/09) и бронзовым (1995/96, 2000/01, 2007/08, 2010/11) призёром чемпионата. Обладательница (1995, 1996, 1998, 2000, 2009/10) и финалистка (1999, 2010/11) Кубка России. Принимала участие в матчах еврокубков, становилась победительницей Кубка европейских чемпионов. Выступала за сборную России.
Также со своим клубом выступала в футзале, где была четырёхкратной чемпионкой России (2002, 2004, 2006). Имеет опыт выступлений в пляжном футболе.
Окончила Санкт-Петербургскую государственную академию им. П. Ф. Лесгафта. С начала 2010-х годов работает учителем физкультуры в одной из школ Санкт-Петербурга.